# Drapeau européen
Le drapeau européen est un drapeau rectangulaire décoré de douze étoiles d'or à cinq branches, l'une des branches pointée vers le haut, disposées à distance égale en cercle sur champ d'azur. Il représente la solidarité et l’union entre les peuples d’Europe.
Adopté le 9 décembre 1955, par le Conseil des ministres du Conseil de l'Europe, il est devenu, à partir du 1er janvier 1986, le symbole de toutes les institutions des Communautés européennes, puis de la Communauté européenne, et enfin de l'Union européenne. Il est ainsi le drapeau officiel de deux organisations internationales distinctes : le Conseil de l'Europe (46 États membres) et l'Union européenne (27 États membres).

## Histoire du drapeau

Le drapeau fédéraliste, emblème du Mouvement européen international : un E vert sur fond blanc

Drapeau originel de l'Union paneuropéenne internationale.

### Historique
L'histoire du drapeau remonte à l'année 1950. À cette époque, le Conseil de l'Europe, une organisation intergouvernementale regroupant les États européens d'alors qui existe depuis 1949 et qui veille notamment à défendre les droits de l'homme, cherche un symbole susceptible de le représenter. À cette fin, le Conseil charge une commission de traduire « les valeurs spirituelles et morales qui sont le patrimoine commun des peuples qui le composent » le 18 août 1950. Robert Bichet, qui est nommé rapporteur de cette commission, en a documenté la genèse qui s'étalera sur cinq ans, et où, à la suite d'un processus itératif et parfois non linéaire, les éléments constitutifs du drapeau actuels, fond bleu, étoiles, cercle, couleur or, nombre 12, finiront par s'imposer.

#### Emblèmes préexistants
Le Secrétariat général du Conseil de l'Europe impose comme critères : explication symbolique satisfaisante, simplicité, lisibilité, harmonie, apparence plaisante, orthodoxie héraldique. En particulier, les deux emblèmes européens existants, outre qu'ils sont des emblèmes privés, ne donnent pas satisfaction. Sur l'emblème du Mouvement européen international, un « E » vert sur fond blanc qui a déjà un large soutien en France, on prête à Paul Reynaud ce mot décrivant le drapeau comme « un caleçon séchant sur un pré ». Le drapeau du mouvement Pan-Europe, représentant un disque d'or et une croix rouge sur fond bleu suscite le rejet des délégués turcs.

#### Première proposition d'un drapeau à fond azur portant quinze étoiles en cercle

Première version du drapeau européen à 15 étoiles.

Après un appel à projets qui reçut plus de cent soumissions, une douzaine de propositions sont retenues par la commission, dont les inspirations principales étaient la croix, symbole de la civilisation chrétienne et présent sur la moitié des drapeaux des États membres, le « E » du Mouvement européen, les étoiles, représentant les États membres, le soleil pour l'espoir naissant, le triangle pour la culture, et le blason de la ville de Strasbourg. En parallèle, une exposition au palais de Tokyo (Paris) est organisée où un Allemand émigré au Japon, Carl Raymon, a l'idée nouvelle, dès 1950, d'une grande étoile dorée sur fond bleu,. Les couleurs bleu et or font des adeptes. L'or est un symbole de paix et le bleu, utilisé par la féodalité, puis par la théologie et la royauté, représente finalement la souveraineté, qu'elle soit céleste ou terrestre. Salvador de Madariaga (un antifranquiste né à La Corogne, 1886-1978) propose en décembre 1951 un champ d'azur avec des étoiles d'or aux places qu'occupent sur la carte les capitales des pays membres, avec une étoile plus grosse pour Strasbourg, siège du Conseil de l'Europe.
Les douze propositions initiales et la treizième de Salvador de Madariaga sont proposées pour décision à la Commission du règlement et des prérogatives. La croix est récusée par les socialistes et la Turquie, celle de Madariaga jugée trop complexe, mais l'idée d'étoiles sur fond bleu séduit et la CRP donne son accord provisoire pour un cercle d'étoiles sur fond bleu.
Le 25 septembre 1953, Bichet annonce un fond d'azur portant un cercle de quinze étoiles d'or (le Conseil de l'Europe comporte alors 15 États membres). L'Assemblée du Conseil de l'Europe, par une résolution votée 54 voix sur 78, l'adopte comme emblème pour elle-même et le recommande au Comité des ministres pour le Conseil de l'Europe dans son ensemble. Il est  présenté publiquement à la presse le lendemain.

#### Passage de quinze étoiles à douze étoiles
Cependant les Allemands s'opposent à ce que la Sarre, qui siégeait au Conseil, ait sa propre étoile, ce qui pourrait être interprété comme un signe en faveur de la pérennisation de son statut,. Cette opposition va retarder la décision d'un an et aboutir à la création d'un comité ad hoc, toujours présidé par Bichet. Le 12 novembre 1954, il met au vote huit anneaux d'or mais ce projet est retiré en raison des protestations pour la ressemblance avec le drapeau olympique (mentionné dans le rapport), mais aussi parce que les anneaux évoquent les chaînes de la servitude, pour des sémiologues, un cadran téléphonique et que les démocrates-chrétiens et les socialistes s'y opposent.
Le comité revint alors aux étoiles d'or en en fixant le nombre de façon définitive à douze. Le Conseil de l'Europe ne comportait plus douze membres depuis août 1949 mais le comité préférait fixer un nombre symbolique, le nombre d'États appelés à rejoindre ce Conseil devant varier. Le nombre douze symbolise en effet perfection, plénitude et unité, représentant le « mouvement dans la stabilité ». La paternité de cette réduction serait imputée à une suggestion par le Belge Paul Michel Gabriel Lévy,, directeur de l'Information et de la Presse au Conseil de l'Europe ou, selon d'autres sources, à Léon Marchal secrétaire général depuis le 21 septembre 1953. Le dessin proprement dit de la maquette du drapeau est imputable, très probablement, à Arsène Heitz, agent au service courrier au Conseil de l'Europe et artiste peintre, qui s'était pris d'intérêt pour la question et avait proposé de 1952 à 1955 de nombreuses versions à base de cercles d'étoiles sur fond bleu (mais d'autres propositions similaires ont eu lieu en parallèle comme celle de Hanno F. Konnopath). Sa responsabilité dans la conception est débattue (voir la partie Inspiration).

### Adoption du drapeau par le Conseil de l'Europe
Le 25 octobre 1955, l'Assemblée parlementaire choisit à l'unanimité un emblème d'azur portant une couronne de douze étoiles d'or. Le Comité des ministres du Conseil de l'Europe adopte définitivement cette proposition lors de sa réunion du 9 décembre 1955 alors que le texte portant adoption du drapeau est signé le 8 décembre 1955.
Le ministre irlandais des Affaires étrangères, Liam Cosgrave, alors président du Comité des ministres, inaugure solennellement le drapeau au Château de la Muette, à Passy, devant les quatorze autres ministres, le 13 décembre de la même année.

### Adoption du drapeau par les institutions des Communautés européennes
Le Conseil de l'Europe invite ensuite les autres institutions européennes à adopter le même drapeau.
En 1983, le Parlement européen, élu au suffrage universel direct en 1979, a opté pour cet emblème pour lui-même par une résolution non contraignante et propose qu'il devienne le drapeau de la Communauté. Il faut dire qu'il siégeait alors, pour ses sessions ordinaires, dans un bâtiment loué au Conseil de l'Europe à Strasbourg qui arborait ce même drapeau. Finalement en juin 1985, le drapeau du Conseil de l'Europe a été adopté par tous les chefs d'État et de gouvernement des Communautés, comme l'emblème officiel des institutions européennes qui à cette époque portaient le nom de Communautés européennes, pour entrer en vigueur au 1er janvier 1986, date à laquelle la Communauté européenne comporterait douze États membres, avec l'entrée de l'Espagne et du Portugal. Depuis le début de l'année 1986, le drapeau sert de symbole à toutes les institutions européennes. Il est de plus en plus utilisé par les États membres, accolé ou associé aux drapeaux nationaux (bâtiments publics, défilés). Le drapeau européen est l'emblème unique de la Commission européenne, l'exécutif de l'Union européenne.

### Conseil de l'Europe: le drapeau et un logotype distinctif

Logo du Conseil de l'Europe.

Depuis, le Conseil de l'Europe a adopté comme logo un drapeau européen modifié par l'adjonction d'un « tourbillon » argenté pour marquer sa particularité,. Contrairement au drapeau et à l'hymne, qui sont devenus des symboles de l'Union européenne, ce logo est un signe distinctif, propre au Conseil de l'Europe. L'organisation s'est dotée de ce logo à l'occasion de son 50e anniversaire, en mai 1999. Son maintien a été entériné par une résolution du Comité des ministres en 2000. Son usage est soumis à autorisation.

### Chronologie du drapeau
| Année | Événement |
| ----- | --- |
| 1949  | Création du Conseil de l'Europe à la suite de la Seconde Guerre mondiale |
| 1950  | Déclaration Schuman qui entraîne la naissance de la CECA |
| 1955  | Le Conseil de l'Europe adopte le drapeau européen comme symbole de l'unité européenne |
| 1957  | Création de la Communauté économique européenne (CEE) via le traité de Rome : Allemagne, Belgique, France, Italie, Luxembourg et les Pays-Bas : « les Six » |
| 1967  | Fusion des institutions de la CEE, d'Euratom (1957) et de la Communauté européenne du charbon et de l'acier (1951) pour former les Communautés européennes (CE). |
| 1973  | Le Royaume-Uni rejoint les CE, avec l'Irlande et le Danemark, tandis que la Norvège décide de ne pas adhérer, après un référendum négatif. 1er élargissement, les Six deviennent « les Neuf ». |
| 1981  | La Grèce rejoint les Neuf, créant « les Dix » |
| 1986  | Formation des « Douze » avec l'entrée du Portugal et de l'Espagne À l'invitation du Conseil de l'Europe, les Communautés européennes adoptent alors le drapeau européen. |
| 1992  | Traité de Maastricht |
| 1993  | Ratification du traité de Maastricht |
| 1995  | L'Autriche, la Finlande et la Suède rejoignent les Douze, créant « les Quinze » (la Norvège choisit, pour la 2e fois, de ne pas adhérer) |
| 2004  | Le 1er mai, adhésion de Chypre, de l'Estonie, de la Hongrie, de la Lettonie, de la Lituanie, de Malte, de la Pologne, de la Slovaquie, de la Slovénie et de la Tchéquie pour ce qui devient « les Vingt-Cinq » — le 29 octobre, le traité établissant une constitution pour l'Europe définit le drapeau de l'Union comme un des cinq symboles de l'Union. |
| 2007  | La mention du drapeau européen est retirée du texte du traité de Lisbonne qui remplace le traité constitutionnel. Mais dans l'acte final du traité (déclaration no 52), 16 des 27 États membres affirment leur attachement aux symboles de l'Union. |
| 2017  | La France rejoint les 16 États s'étant engagés dans la déclaration no 52. |

## Description

Spécifications techniques.

La description officielle est quasi identique à la résolution de 1955:

### Description héraldique
« 
Sur fond azur, un cercle composé de douze étoiles d’or à cinq rais dont les pointes ne se touchent pas.
 »

### Description symbolique
« 
Sur le fond bleu du ciel, douze étoiles d’or forment un cercle représentant l’union des peuples d’Europe. Le nombre d’étoiles est invariable, le chiffre douze symbolisant la perfection et la plénitude.
 »

### Description géométrique
« 
L’emblème est constitué par un rectangle bleu dont le battant a une fois et demie la longueur du guindant. Douze étoiles d’or s’alignent régulièrement le long d’un cercle non apparent, dont le centre est situé au point d’intersection des diagonales du rectangle. Le rayon de ce cercle est égal au tiers de la hauteur du guindant. Chacune des étoiles à cinq branches est construite dans un cercle non apparent, dont le rayon est égal à un dix-huitième de la hauteur du guindant. Toutes les étoiles sont disposées verticalement, c’est-à-dire avec une branche dirigée vers le haut et deux branches s’appuyant sur une ligne non apparente, perpendiculaire à la hampe.

Les étoiles sont disposées comme les heures sur le cadran d’une montre. Leur nombre est invariable. »

### Couleurs
Elles sont réglementées en fonction du nuancier Pantone (Pantone Matching System).

Le bleu du « fond azur » est défini comme le Pantone « Reflex Blue », et le jaune des « étoiles d’or » comme le Pantone « Yellow ».

Pour l'affichage numérique, il est recommandé d'utiliser les valeurs 0/51/153 en RVB (#003399 en Hexadecimal) pour le bleu, et 255/204/0 en RVB (#FFCC00 en Hexadecimal) pour le jaune.

Pour l'impression en quadrichromie, les valeurs suivantes sont conseillées. « Le Pantone Yellow est obtenu avec 100 % de Process Yellow, et en mélangeant 100 % de Process Cyan avec 80 % de Process Magenta, on obtient un bleu très semblable au Pantone Reflex Blue. »
|       | Nuancier Pantone | Valeurs RVB conseillée | Valeurs RVB conseillée | Valeurs RVB conseillée | Équivalent hexadécimal | Valeurs conseillées en quadrichromie | Valeurs conseillées en quadrichromie | Valeurs conseillées en quadrichromie | Valeurs conseillées en quadrichromie |
| rouge | Nuancier Pantone | vert                   | bleu                   | cyan                   | Équivalent hexadécimal | magenta                              | jaune                                | noir                                 |                                      |
| Bleu  | Reflex blue      | 0                      | 51                     | 153                    | 003399                 | 100 %                                | 80 %                                 | 0 %                                  | 0 %                                  |
| Or    | Yellow           | 255                    | 204                    | 0                      | FFCC00                 | 0 %                                  | 21 %                                 | 93%                                  | 0 %                                  |

## Statut dans l'Union européenne
Le traité établissant une constitution pour l'Europe établissait en son article I-8, titré « Les symboles de l'Union », que le drapeau « le drapeau de l'Union représente un cercle de douze étoiles d'or sur fond bleu ». Cet article n'est jamais entré en vigueur du fait du « non » lors des référendums français et néerlandais.
Dans le traité de Lisbonne qui suivit, 16 États membres ont signé une déclaration (no 52), reconnaissant leur attachement au drapeau européen :

« 52. Déclaration du Royaume de Belgique, de la République de Bulgarie, de la République fédérale d'Allemagne, de la République hellénique, du Royaume d'Espagne, de la République italienne, de la République de Chypre, de la République de Lituanie, du Grand-Duché de Luxembourg, de la République de Hongrie, de la République de Malte, de la République d'Autriche, de la République portugaise, de la Roumanie, de la République de Slovénie et de la République slovaque relative aux symboles de l'Union européenne

La Belgique, la Bulgarie, l'Allemagne, la Grèce, l'Espagne, l'Italie, Chypre, la Lituanie, le Luxembourg, la Hongrie, Malte, l'Autriche, le Portugal, la Roumanie, la Slovénie et la Slovaquie déclarent que le drapeau représentant un cercle de douze étoiles d'or sur fond bleu, l'hymne tiré de « l'Ode à la joie » de la Neuvième symphonie de Ludwig van Beethoven, la devise « Unie dans la diversité » , l'euro en tant que monnaie de l'Union européenne et la Journée de l'Europe le 9 mai continueront d'être, pour eux, les symboles de l'appartenance commune des citoyens à l'Union européenne et de leur lien avec celle-ci. »

— Déclaration no 52 annexée au traité de Lisbonne.

### Statut en France
Lors des meetings de sa campagne présidentielle, Emmanuel Macron fait acclamer l'Union européenne et ses partisans sont encouragés à brandir des drapeaux européens : Jean Quatremer estime que c'est « du jamais vu » depuis la campagne d'Europe Écologie menée à l'occasion des élections européennes de 2009. Le 19 octobre 2017, la France devient le dix-septième État à reconnaître le drapeau européen en se joignant à la déclaration no 52 dans une lettre adressée par le président français Emmanuel Macron au président du Conseil européen Donald Tusk. L'action du président français s'inscrit en réponse à un amendement déposé par les députés de la France insoumise, et soutenu par les partis d'extrême droite, visant à retirer le drapeau de l'Assemblée nationale du fait de sa prétendue symbolique mariale (démentant pourtant les autres sources selon Jean Quatremer). Le 8 novembre 2017, à la suite de la proposition de résolution de Richard Ferrand, président du groupe La République en marche, le bureau de l’Assemblée nationale officialise la présence du drapeau européen dans l’hémicycle.

## Statut au Royaume-Uni
Au Royaume-Uni, avec la législation post-Brexit, un consentement est nécessaire pour l'utilisation du drapeau européen.

## Controverses

### Inspiration
La chronologie de la genèse de l'emblème du drapeau européen montre,,, la convergence itérative vers un fond bleu, la présence d'étoiles, en cercle, de couleur or, au nombre de douze, et cela en présence de multiples décideurs. Cependant, deux revendications principales sont présentées comme pouvant avoir guidé officieusement les acteurs du projet.

#### Revendication d'une inspiration mariale

##### Enjeux et position officielle
Le drapeau européen fait l'objet de polémiques sur son inspiration réelle. Selon François Foret, professeur de science politique, qui fait par ailleurs un parallèle avec des débats existants autour du drapeau américain, l’enjeu est de rattacher le signe à une source d’autorité normative dont on pourra s’autoriser ensuite dans d’autres arbitrages politiques.
Malgré les refus successifs du Conseil de l'Europe puis de l'Union européenne dans l'interprétation officielle de leurs symboles de toute référence religieuse directe, malgré les témoignages des acteurs de la communication européenne des origines attestant le caractère tout à fait laïc du projet, le débat persiste aujourd'hui.
La revendication d'une influence mariale est une revendication récente reposant essentiellement sur une concordance de date et de symbolique, l'implication du Conseil de l'Europe dans la réfection d'un vitrail, et surtout un témoignage tardif qui a réveillé l'intérêt pour le sujet.
Cette inspiration est totalement absente de la genèse du drapeau telle que décrite par le rapporteur Robert Bichet en 1985 et est démentie dès 1998 par Paul Michel Gabriel Lévy chargé du projet, qui revendique la réduction de quinze à douze étoiles sur fond d'argumentation politique, et affirme que la ressemblance avec la couronne apocalyptique de la Vierge Marie (telle que décrite dans le livre de l'Apocalypse, Ap 12,1) n'est qu'une coïncidence qui lui a été indiquée postérieurement à la décision,. Elle ne rend pas compte non plus de la raison pour laquelle le premier projet de la commission en 1953 avait quinze étoiles.
Le texte officiel signé le 8 décembre 1955, ne mentionne pas d'inspiration religieuse.

##### Date
La date de la signature de l'adoption du drapeau (8 décembre 1955, un jour avant la date officielle d'adoption par le Comité des ministres) correspondant au jour de l'Immaculée Conception, cette concordance des dates a été présentée comme un argument en faveur de l'influence mariale,,. Paul Michel Gabriel Lévy attribue à Léon Marchal d'avoir le premier noté cette coïncidence.

##### Couleur
De même, la couleur bleue du drapeau a été évoquée comme rappelant le bleu marial. Le bleu du drapeau de l'Union Européenne représente le ciel.

##### Vitrail
Un an après le choix du drapeau, le 21 octobre 1956, au cours d'une cérémonie religieuse, le Conseil de l'Europe, désireux de laisser une trace de sa fondation dans la capitale alsacienne, a offert à la cathédrale Notre-Dame de Strasbourg un vitrail pour remplacer le précédent soufflé par les bombardements. Le thème choisi est une Vierge Marie aux bras étendus, œuvre du maître verrier Max Ingrand,,. Lors de l'homélie de remise du vitrail, l'évêque de Strasbourg y voit en haut du vitrail les « 12 étoiles d'or du pavillon azur du Conseil de l'Europe ».
La direction régionale des Affaires culturelles Alsace remarque que l'on y « reconnaît une couronne de douze étoiles sur fond d’azur, symbole marial provenant de l’Apocalypse (Ap 12,1) ».

##### Témoignages et prises de position
Fervent catholique, Arsène Heitz a affirmé en 1987 dans la revue catholique belge confidentielle Magnificat qu'il s'était inspiré, « pour faire plaisir à sa mère » de la « médaille miraculeuse » de la Vierge Marie,,, qui la représente avec une couronne de 12 étoiles, selon l'Apocalypse de Jean. Heitz se disait « très fier que le drapeau de l'Europe soit en fait, celui de Notre-Dame ».
Pourtant, selon Paul Collowald, témoin de l'avancement du projet auprès de Paul Lévy, Arsène Heitz ne saurait revendiquer la conception car sa participation relève d’un simple concours technique dans l’ultime phase de présentation au Conseil.
Le théologien René Laurentin, spécialiste des apparitions mariales, affirme alors que la couronne de la Vierge Marie flottant sur une Europe pour symboliser ses racines chrétiennes est une idée fausse qui persiste et il voit la présence de la Vierge Marie « au cœur de plusieurs participants » à la création du drapeau européen comme un mythe.
La polémique est relayée en France par Le Canard enchaîné, qui publie le 20 janvier 1989 un article consacré à cette théorie,,.
Six ans plus tard apparaît dans la revue L'Appel de Notre Dame un autre texte, « écrit en août 1995, à la demande et avec la collaboration de Ch. Sauter, aumônier de l’Hôpital, 71250 Cluny, et imprimé par ses soins » (sic) où l'auteur, le père Pierre Caillon affirme :

« Au mois 1987, j’ai rencontré par hasard à Lisieux, devant le Carmel, un Monsieur modestement vêtu qui m’a dit : « C’est à moi qu’on a demandé de dessiner le Drapeau de l’Europe. J’ai eu subitement l’idée d’y mettre les douze étoiles de la Médaille Miraculeuse de la rue du Bac, sur fond bleu, couleur de la Sainte Vierge. Et mon projet fut adopté à l’unanimité, le 8 décembre 1955, fête de l’Immaculée Conception. […] tant qu’il a vécu, il aimait raconter son exploit : avoir dessiné le Drapeau de l’Europe et en avoir fait le Drapeau de la Sainte Vierge ! […] M. Lévy était secrètement d’accord pour faire aboutir discrètement le projet de M. Heitz en sauvant les apparences, afin de respecter la neutralité la plus absolue. Et malgré plus de 100 projets qui furent en concurrence, c’est le Drapeau de la Sainte Vierge qui triompha au dernier moment. Et ce triomphe se produisit fortuitement le 8 décembre, sans que personne ait pu chercher cette divine coïncidence. Le Drapeau de l’Europe est bien le Drapeau de Notre-Dame, Reine de la Paix ! »

Une deuxième hypothèse apparait le 8 juin 1998, qui avance que c'est Paul Michel Gabriel Lévy lui-même, converti au catholicisme après la guerre, qui aurait trouvé l'idée en passant devant une statue de la Vierge Marie où il apprécia l'effet des 12 étoiles brillantes sur fond de ciel bleu. La même source rapporte qu'il aurait obtenu le soutien de Lodovico Benvenuti, représentant à partir de mai 1954 de la Chambre italienne auprès de l'Assemblée consultative du Conseil de l'Europe.
En février 2000, un article paru dans La Raison, le mensuel de la Fédération nationale de la libre pensée, affirme un lien entre le drapeau européen et le motif marial du vitrail de la cathédrale de Strasbourg.
En 2017, la controverse réapparaît dans le débat public en France lorsque Jean-Luc Mélenchon dépose avec les autres députés de son parti un amendement rejeté le 11 octobre, visant à retirer le drapeau européen de l’Assemblée nationale, au motif qu’il serait un « symbole confessionnel »,.

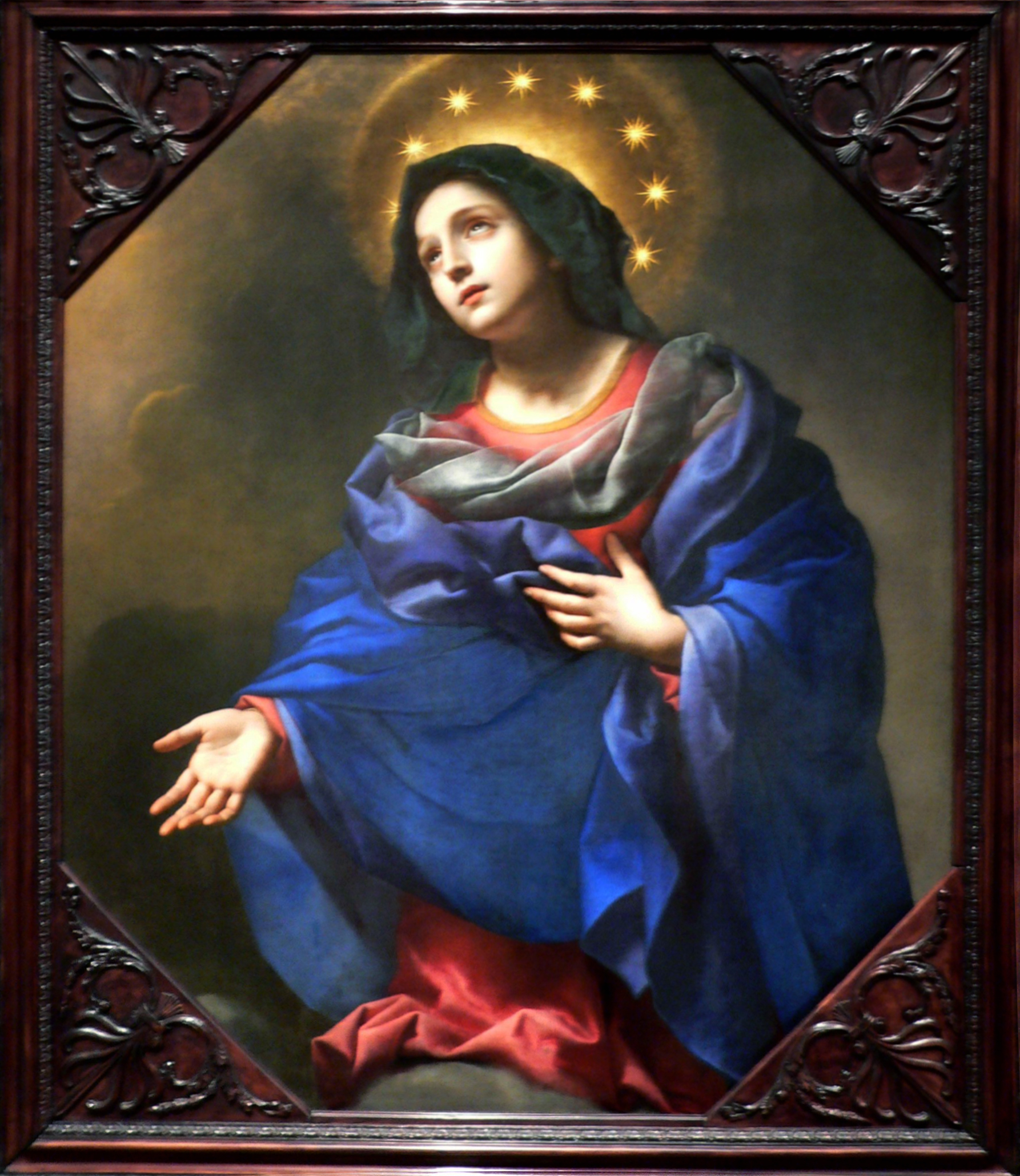
Les étoiles entourant la couronne de la Vierge Marie. Source d'inspiration revendiquée[43],[44] en 1989 par Arsène Heitz mais contredite par Robert Bichet[55] (Madone en gloire, de Carlo Dolci).
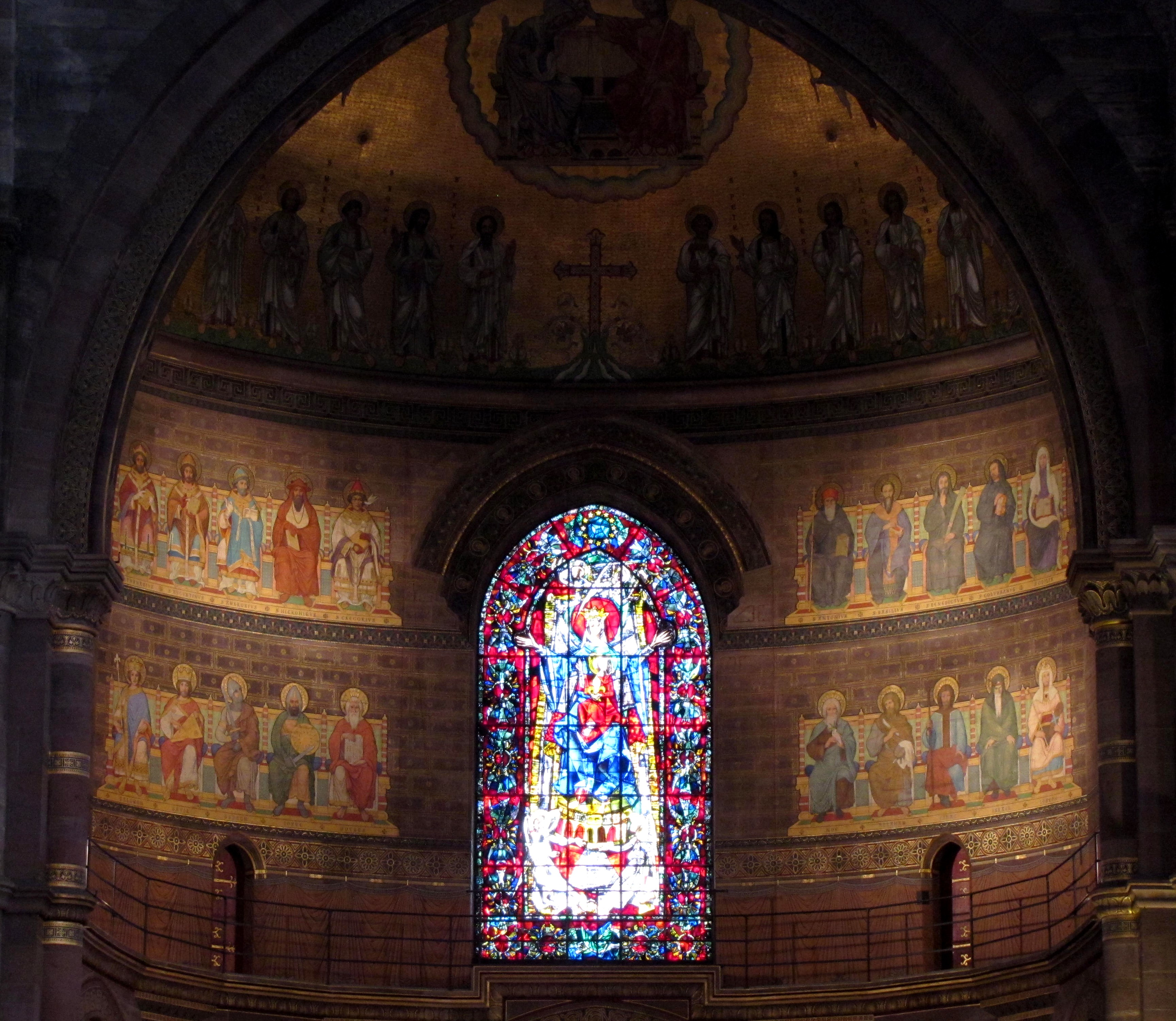
Vitrail où l'on voit les douze étoiles du drapeau européen, offert par le Conseil de l'Europe en 1956 à la cathédrale Notre-Dame de Strasbourg pour marquer sa fondation dans la ville.

#### Rapprochement avec le premier drapeau des États-Unis

Premier drapeau des États-Unis d'Amérique (fin XVIIIe siècle).

Le cercle d'étoiles sur un drapeau n'est pas une nouveauté, puisque le premier drapeau des États-Unis comportait un cercle de treize étoiles blanches sur fond bleu.
Le spécialiste Carlo Curti Gialdino, auteur d'un livre consacré aux symboles de l'Union européenne, bien que défendant l'apport d'Arsène Heitz (dont les travaux majoritairement axés sur l'idée d'étoiles en cercles sur fond bleu sont documentés par le CVCE de 1952 à 1955), rappelle que la commission décisionnaire avait déjà accepté le principe d'un cercle d'étoiles sur fond bleu dès 1951, et propose plutôt une inspiration liée au premier drapeau des États-Unis d'Amérique, dit « Betsy Ross ».

### Interprétation

#### Interprétation des symboles
Les symboles ouvrent par nature un large champ d'interprétation possibles, et le drapeau européen n'y fait pas exception, comme nous le rappelle la spécialiste Carole Lager dès 1993. On peut citer de façon non exhaustive :
- le nombre douze : il incarne la perfection et la plénitude. Ce nombre a fait l'objet d'une interprétation symbolique extensive ;
- le bleu : la couleur bleu azur représente le ciel[4]. Elle était par ailleurs une des rares couleurs primaires encore non affectée à un continent tout en étant déjà répandue sur les drapeaux européens[p],[57] ;
- les étoiles : à cinq branches (pentagone étoilé régulier ou pentagramme), elles représentent les idéaux d'unité, de solidarité et d'harmonie entre les peuples d’Europe. Très répandues en vexillologie, y compris dans les pays islamiques, elles représentent classiquement un nombre d'états ou de provinces[57]. Dans un discours prononcé à Strasbourg en 1990, Václav Havel considéra les douze étoiles comme un rappel que le monde pourrait devenir meilleur, si nous avions de temps en temps le courage de regarder vers les étoiles[58]. Elles sont représentées une pointe vers le haut, en pentagramme droit, communément associé à une symbolique positive à l'inverse du pentagramme inversé. Du fait de cette dissymétrie il convient de porter attention à l'accrochage du drapeau européen qui a donc un « haut » et un « bas » et il n'est pas rare de le voir à l'envers[59] ;
- le cercle : il est entre autres un symbole d'unité, de solidarité et d’harmonie. Les pointes des étoiles ne se touchent pas, le cercle reste donc ouvert, ce qui signifie que l’Europe ne constitue pas une société close, mais s’ouvre au contraire sur le monde.

Un vexillologue, Patrice de La Condamine, y voit un « message aterritorial », l'évocation de « ce continent sans rivages précis qui s'est construit en allant à la rencontre des peuples, apportant aux autres et assimilant ce que les autres lui apportaient ».

#### Symbolique du nombre 12
En dépit de l'interprétation officielle du Conseil de l'Europe et de l'Union européenne selon laquelle le nombre d'étoiles représenterait la perfection et la plénitude, le nombre 12 a été interprété des façons suivantes :
- ce nombre correspond aux douze heures du jour et de la nuit (ce qui évoque le cadran d'une montre) mais aussi les douze mois de l'année[3] ; cela signifierait que l'Europe évolue ;
- chronologiquement ce nombre trouve ses origines dans l'Antiquité où il était un diviseur et inverse du Système sexagésimal utilisé en Mésopotamie, en Inde et en Asie. Ce symbole a marqué différentes cultures, notamment les douze divinités olympiennes (Dodekatheon), les douze constellations du zodiaque occidental (♈,♉,♊,♋,♌,♍,♎,♏,♐,♑,♒,♓), les douze travaux d'Hercule (Dôdekathlos), Loi des Douze Tables romaine (Lex Duodecim Tabularum) ;
- l'Ancien Testament — peut-être sous influence mésopotamienne — cite le nombre douze dans plusieurs livres et à plusieurs reprises : dans les Livres des Chroniques, le Livre des Nombres, le Livre de Josué, les livres des Rois. On le trouve aussi dans le livre de l'Apocalypse ;
- le Coran, cite également le nombre douze : les douze sources de la sourate de la Vache, les douze chefs de la sourate de la Table service, les douze tribus de la sourate Al-Araf, les douze mois d'Allah, de la sourate du repentir ;
- le Conseil de l'Europe souligne que le 12 évoque aussi bien les apôtres que les fils de Jacob, les travaux d'Hercule, les mois de l'année[3] ;
- selon Arsène Heitz, ce nombre a également eu pour inspiration une influence mariale : les douze étoiles de la femme mentionnée dans le livre de l'Apocalypse, que l'interprétation catholique comme celle des Églises orthodoxes identifient à la Vierge Marie[l].

Ce nombre a été faussement présenté comme le symbole des douze premiers États membres de l'Union européenne, puisqu'il existe depuis 1955. Il y a confusion avec un projet de drapeau à quinze étoiles, représentant les pays alors membre du Conseil de l'Europe, qui avait été proposé en 1953.